# Distribution d'ensemble
 (juin 2023).
- Si vous ne connaissez pas le sujet, laissez ce bandeau (vous pouvez alors contacter les auteurs).
- Si vous supprimez le contenu mis en cause (vous pouvez préalablement contacter les auteurs),

argumentez précisément cette suppression dans la page de discussion
(un manque de référence n'est pas un argument ; une recherche réelle de référence doit avoir été effectuée, être formellement documentée).

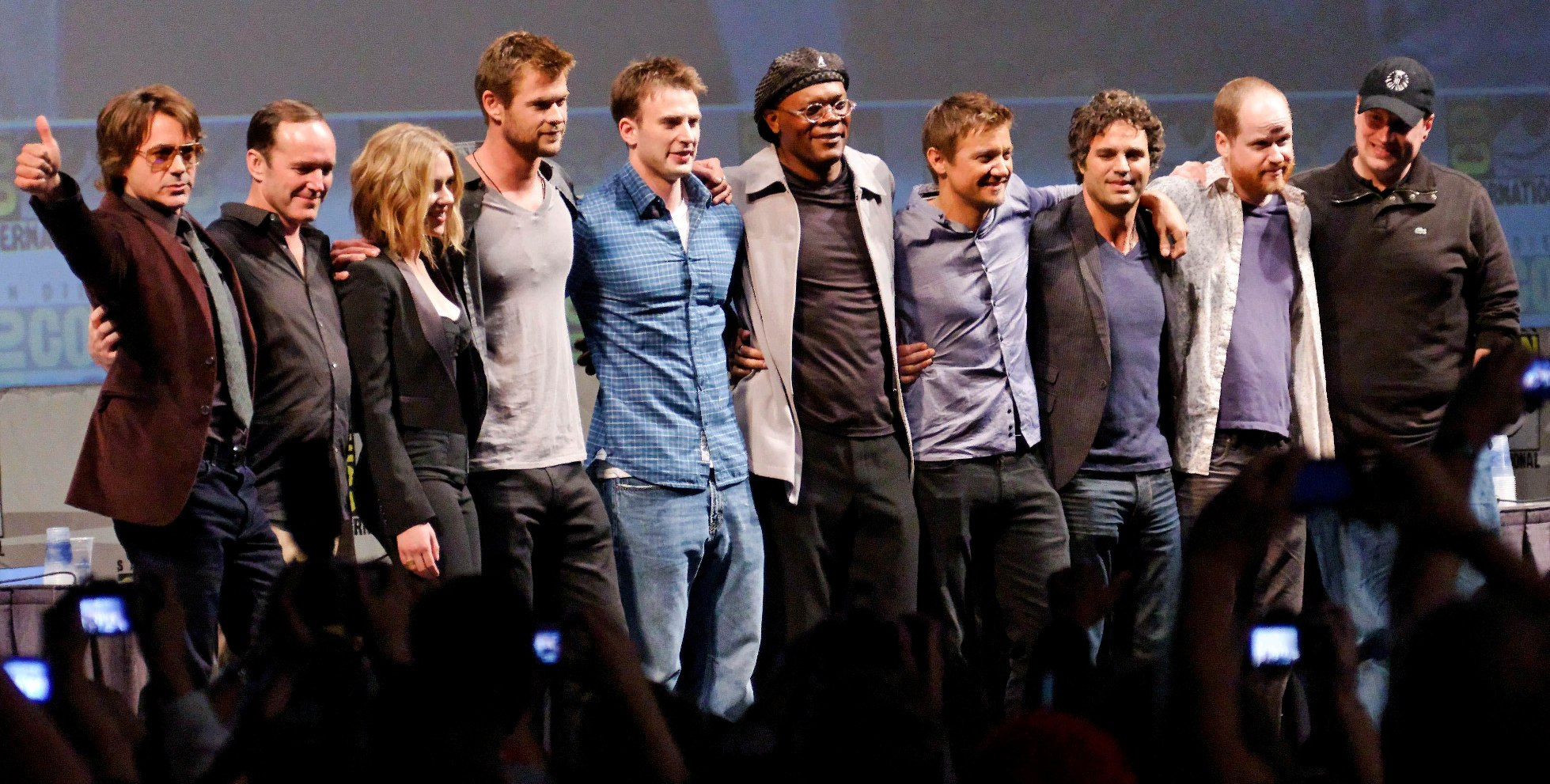
Les acteurs de The Avengers au Comic-Con International de San Diego 2010 avec Robert Downey Jr, Clark Gregg, Scarlett Johansson, Chris Hemsworth, Chris Evans, Samuel L. Jackson, Jeremy Renner, Mark Ruffalo, Joss Whedon et Kevin Feige.

Une distribution d’ensemble est une distribution dans laquelle les principaux acteurs — jouant les personnages — se voient tous assigner une importance équivalente.
Ce type de distribution est très populaire dans les téléséries, car cela permet une flexibilité aux auteurs, dont celle de se concentrer sur différents personnages dans différents épisodes. De plus, le départ d’acteurs est moins perturbant pour la prémisse que le départ d’un acteur ayant un rôle prépondérant et structuré dans la production.
Quelques films ont une distribution d’ensemble, habituellement ceux tournant autour d’un grand thème, comme Le Seigneur des anneaux, Star Wars ou Collision, ou ceux qui tournent autour de thèmes étant en corrélation dans les intrigues secondaires des personnages. Le réalisateur américain Robert Altman est reconnu pour ses capacités à diriger de grandes distributions.

## Quelquessériesoufeuilletonstélévisés ayant une distribution d’ensemble
- Arrested Development
- Boston Public
- Cheers
- Dallas
- Desperate Housewives
- The Office
- Urgences
- Friends
- Côte Ouest
- Lost : Les Disparus
- Stargate SG-1, Stargate Atlantis et Stargate Universe
- Star Trek, Star Trek : La Nouvelle Génération, Star Trek: Deep Space Nine, Star Trek: Voyager et Star Trek: Enterprise
- Le Trône de fer
- À la Maison-Blanche
- Les Feux de l'amour et Amour, Gloire et Beauté
- Sous le soleil

## Quelques films ayant une distribution d'ensemble
- Heat (1995)
- Mars Attacks! (1996)
- L.A. Confidential (1997)
- La Ligne rouge (1998)
- Le Songe d'une nuit d’été (1999)
- La trilogie Le Seigneur des anneaux (2001, 2002 et 2003)
- Sin City (film) (2005)
- Bobby (2006)

### Les films dePaul Thomas Anderson
- Boogie Nights (1997)
- Magnolia (film) (1999)

### Les films deFrancis Ford Coppola
- Le Parrain (1972)
- Le Parrain, 2e partie(1974)
- Apocalypse Now (1979)
- Le Parrain, 3e partie (1990)

### Les films deSteven Soderbergh
- Traffic (2000)
- Ocean’s Eleven (2001)
- Full Frontal (2002)
- Ocean's Twelve (2004)
- Ocean's Thirteen (2007)
- Contagion (2011)

### Les films deQuentin Tarantino
- Reservoir Dogs (1992)
- Pulp Fiction (1994)
- Jackie Brown (1997)
- Boulevard de la mort (2007)
- Inglourious Basterds (2009)

### Les films deGuy Ritchie
- Arnaques, Crimes et Botanique (1998)
- Snatch (2000)
- RocknRolla (2008)
- The Gentlemen (2019)